# 深圳粵劇團
深圳粤剧团成立于一九七九年三月，是深圳市政府拨款支持的粤剧演出团体。主要演员有冯刚毅（国家一级演员）、郑秋怡、黎小玉、卓佩丽、李伟昌、苏春梅。